# S'ang
S'ang är ett distrikt i Kambodja.   Det ligger i provinsen Kandal, i den södra delen av landet, 30 km söder om huvudstaden Phnom Penh.